# سخت‌کاری (متالورژی)
سخت‌کاری (به انگلیسی: hardening) یک فرآیند فلزکاری متالورژیکی است که برای افزایش سختی فلز استفاده می‌شود. سختی فلز با تنش تسلیم تک محوری در محل اعمال کرنش متناسب است. هر چه یک فلز سخت‌تر باشد در برابر تغییر شکل پلاستیکی مقاومت بیشتری نشان خواهد داد.

## فرآیند‌های سخت‌کاری
بسته به نوع فلزی که استفاده می‌شود و خواصی که می‌خواهند در آن ایجاد کنند، فرآیند‌های مختلفی برای سخت‌کاری فلز وجود دارد. پنج فرآیند کلی سخت‌کاری عبارتند از  :
1. روش هال-پچ یا تقویت مرز دانه: در این روش، سختی با ایجاد دانه‌های با اندازه کوچک‌تر در ماده افزایش می‌یابد. این کاهش اندازه دانه باعث می‌شوند تا نابجایی‌ها پس از طی فواصل کوتاه‌تری به مرز دانه‌ها، که موانعی بسیار قوی در برابر حرکت نابجایی هستند، برسند.[۴] به طور کلی و بر اساس رابطه هال-پچ، پیشبینی می‌شود که اندازه دانه‌های کوچک‌تر باعث سخت‌تر شدن مواد می‌شود اما آزمایش‌ها نشان داد در برخی از مواد هنگامی که اندازه دانه به زیر میکرون نزدیک می‌شود، استحکام تسلیم ثابت مانده و یا کاهش می‌یابد و ماده نرم‌تر می‌شود. این پدیده که هال-پچ معکوس نامیده می‌شود، ناشی از مکانیزم تغییر شکل دیگری به نام لغزش مرز دانه است.[۵]استحکام‌بخشی هال-پچ با اندازه نابجایی‌ها محدود می‌شود.

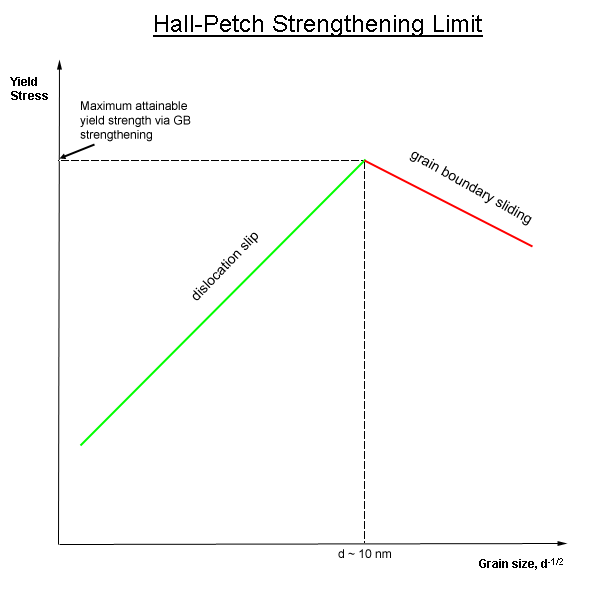
استحکام‌بخشی هال-پچ با اندازه نابجایی‌ها محدود می‌شود.

2. کرنش سختی (که به آن کار سختی نیز گفته می‌شود) پدیده‌ای است که در آن یک فلز شکل‌پذیر در اثر تغییر شکل پلاستیک، سخت‌تر و مستحکم‌تر می‌شود. همچنین به دلیل اینکه دمایی که در آن تغییر شکل رخ می‌دهد نسبت به دمای ذوب مطلق فلز، "سرد" است، به آن کار سرد نیز گفته می‌شود. اکثر فلزات در دمای اتاق کار سخت می‌شوند. در کارسختی با اعمال بار، ماده از حد تسلیم خود عبور می‌کند و در نقطه‌ای باربرداری می‌شود. در بارگذاری مجدد، تسلیم از این نقطه اتفاق می‌افتد و تنش تسلیم افزایش می‌یابد. کرنش پلاستیک اعمال شده نابجایی‌های جدیدی ایجاد می‌کند. با افزایش چگالی نابجایی، حرکت بیشتر نابجایی‌ها دشوارتر می‌شود زیرا آن‌ها مانع حرکت یکدیگر می‌شوند و این قفل شدگی نابجایی‌ها به این معنی است که سختی مواد افزایش می‌یابد.[۶]در کارسختی ماده از نقطه تسلیم عبور کرده و سپس باربرداری می‌شود. سپس با بارگذاری دوباره، تنش تسلیم جدید افزایش می‌یابد.

در کارسختی ماده از نقطه تسلیم عبور کرده و سپس باربرداری می‌شود. سپس با بارگذاری دوباره، تنش تسلیم جدید افزایش می‌یابد.

3. در استحکام‌بخشی محلول جامد، یک عنصر آلیاژی محلول به ماده مورد نظر برای استحکام‌بخشی اضافه می‌شود و با هم یک محلول جامد را تشکیل می‌دهند. یک محلول جامد مشابه یک محلول مایع عادی (مانند نمک در آب) است، با این تفاوت که جامد است. دو نوع محلول جامد وجود دارد: در محلول‌های جامد جانشینی، اتم‌های حل شونده و حلال از نظر اندازه مشابه هستند و باعث می‌شوند اتم‌های حل شونده، جای اتم‌های شبکه حلال را اشغال کنند. و در محلول های جامد بین‌نشینی، اتم‌های حل شونده کوچکتر از اتم های حلال هستند، که باعث می‌شود اتم‌های حل شونده مکان‌های بین اتمی را در شبکه حلال اشغال کنند.[۷] در هر دو مورد، تفاوت اندازه عناصر خارجی باعث می‌شود که آن‌ها در برابر نابجایی‌هایی که سعی در لغزش دارند، مقاومت می‌کنند و در نتیجه استحکام مواد بالاتری دارند. در استحکام‌بخشی محلول جامد، عنصر آلیاژی از محلول رسوب نمی‌کند.اتم‌های عنصر آلیاژی در محلول جامد به صورت جانشینی (راست) و بین‌نشینی (چپ) در شبکه کریستالی قرار می‌گیرند

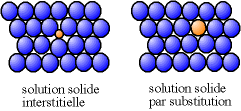
اتم‌های عنصر آلیاژی در محلول جامد به صورت جانشینی (راست) و بین‌نشینی (چپ) در شبکه کریستالی قرار می‌گیرند

4. رسوب‌سختی (پیرسختی) فرآیندی است که در آن فاز دوم در محلول جامد با فلز زمینه، از محلول با فلز، پس از آبدهی (به انگلیسی: quenching)، رسوب داده می‌شود و ذرات آن فاز در سراسر ماده پخش می‌شود تا باعث مقاومت در برابر نابجایی‌های لغزشی شوند. این کار با گرم کردن فلز تا دمای بالا و تشکلیل محلول جامد و سپس خنک‌سازی سریع آن با آبدهی حاصل می‌شود از این طریق ذرات در محلول جامد به دام افتاده و محلول فوق اشباع حاصل می‌شود. سپس یک عملیات حرارتی ثانویه در دمای مناسب برای پیرسازی مواد مورد نیاز است. دمای بالا به عناصر محلول اجازه می‌دهد تا با سرعت بیشتر نفوذ کرده و ذرات رسوب‌شده مورد نظر را تشکیل دهند. مرحله آبدهی از آن جهت مورد نیاز است که در غیر این صورت ماده در طی سرد شدن آهسته تشکیل رسوب را آغاز می‌کند که این نوع رسوب به جای انبوهی از رسوبات کوچک معمولاً به ذرات بزرگ منجر می‌شود.[۸] [۹] سخت شدن رسوبی یکی از متداول‌ترین تکنیک‌های مورد استفاده برای سخت شدن آلیاژهای فلزی است. رسوب‌سختی احتمالاً قوی‌ترین راه برای افزایش مقاومت خزشی آلیاژهای با دمای بالا است.[۱۰]نمودار و مراحل پیر سختی آلیاژ آلومینیم مس

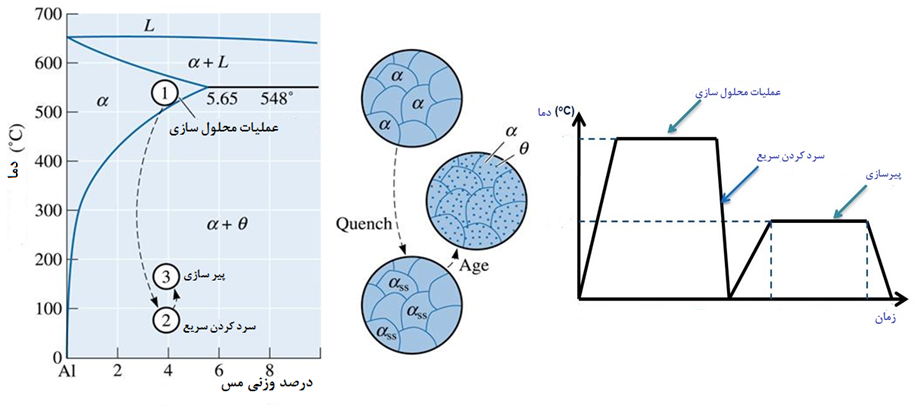
نمودار و مراحل پیر سختی آلیاژ آلومینیم مس

5. تبدیل مارتنزیتی، که بیشتر به عنوان آبدهی و برگشت دادن (به انگلیسی: tempering) شناخته می‌شود، مکانیزم سخت شدن مخصوص فولاد است. فولاد باید تا دمایی گرم شود که فاز آهن از فریت به آستنیت تغییر کند، یعنی ساختار کریستالی از BCC (مکعبی مرکز دار) به FCC (مکعبی وجوه مرکز دار) تغییر کند. در فرم آستنیتی، فولاد می‌تواند کربن بسیار بیشتری را حل کند. هنگامی که کربن حل شد، ماده را آبدهی می‌کنند. مهم است که آبدهی با سرعت سرد شدن بالا انجام شود تا کربن زمان تشکیل رسوب کاربیدها را نداشته باشد. هنگامی که دما به اندازه کافی پایین است، فولاد سعی می‌کند به ساختار کریستالی دمای پایین BCC بازگردد. این تغییر بسیار سریع است زیرا به نفوذ متکی نیست و تبدیل مارتنزیتی نامیده می‌شود. با این حال به دلیل فوق اشباع شدن کربن محلول جامد، شبکه کریستالی در نهایت به BCT (دستگاه بلوری چهارگوشه) تبدیل می‌شود. این فاز مارتنزیت نامیده می‌شود و به دلیل اثر ترکیبی ساختار کریستالی بهم ریخته و استحکام‌بخشی محلول جامد شدید، که هر دو مکانیزم آن در برابر لغزش نابجایی‌ها مقاومت می‌کنند، بسیار سخت است. دگرگونی‌های مارتنزیتی می‌توانند برگشت‌ناپذیر باشند، همانطور که در فولادها پس از آبدهی دیده می‌شود، یا می‌توانند برگشت‌پذیر باشند، مانند آنچه در آلیاژهای حافظه‌دار مشاهده می‌شود.[۱۱]نمودار CCT فولاد. برای نشان دادن تغییرات فاز بر اساس سرعت سرد شدن

نمودار CCT فولاد. برای نشان دادن تغییرات فاز بر اساس سرعت سرد شدن

همه مکانیزم‌های سخت شدن، عیوب شبکه کریستالی را ایجاد می‌کنند که به عنوان مانعی برای لغزش نابجایی عمل می‌کنند.

## کاربردها

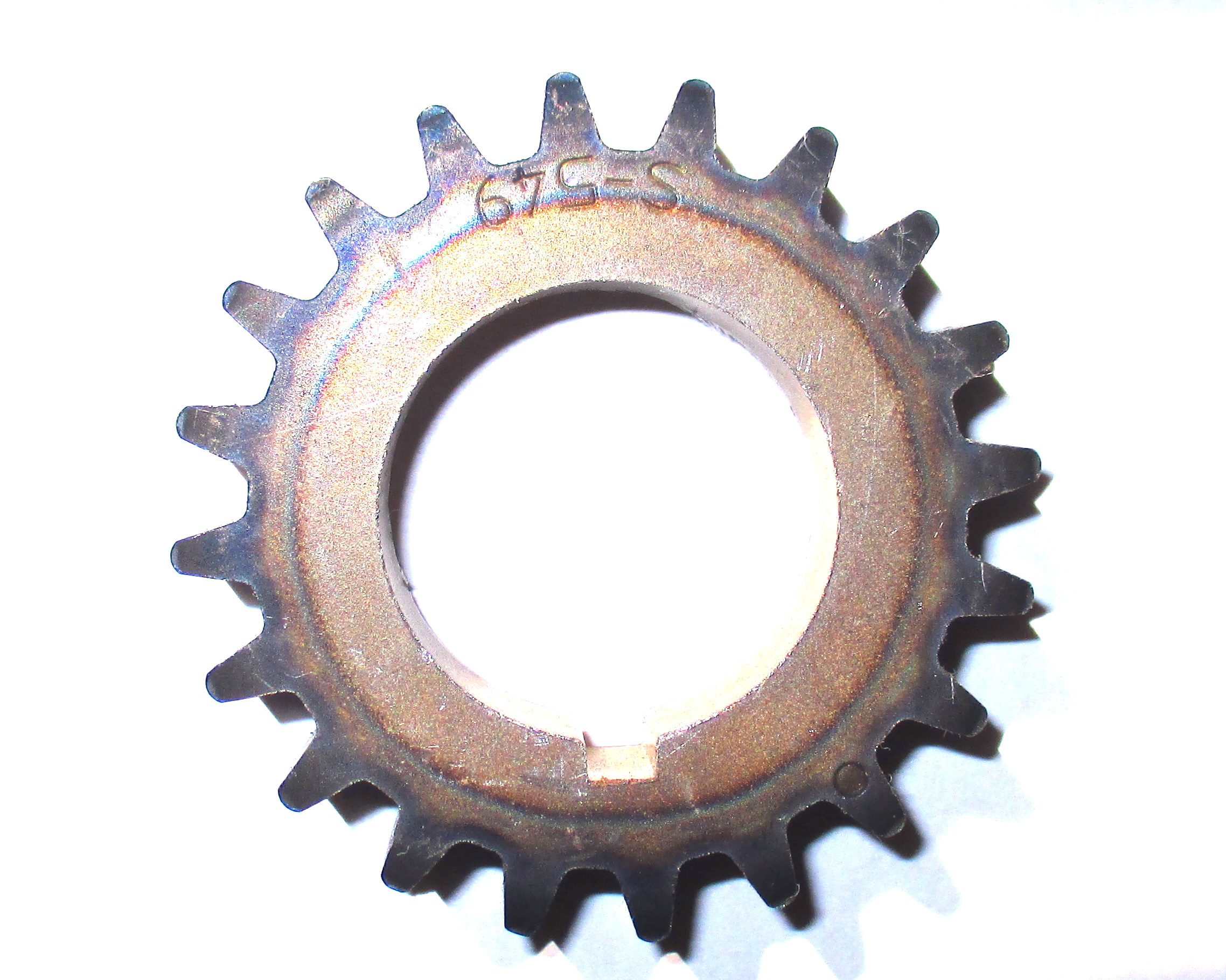
یک چرخدنده با دندانه‌های سخت شده

سخت شدن مواد برای بسیاری از کاربردها مورد نیاز است:
ابزارهای برش ماشین (مته، قلاویز، ابزار تراش) برای موثر بودن باید بسیار سخت‌تر از موادی باشند که روی آن کار می‌کنند.
تیغه‌های چاقو - سختی بالای تیغه، تیزی لبه برنده را حفظ می‌کند.
بلبرینگ - برای داشتن یک سطح بسیار سخت که در برابر تنش های مداوم مقاومت کند، ضروری است.
پوشش‌های زرهی - استحکام بالا هم برای صفحات ضدگلوله و هم برای مخازن سنگین برای معدن و ساخت و ساز بسیار مهم است.
ضد خستگی - سخت‌کاری از نوع تبدیل مارتنزیتی می‌تواند طول عمر قطعات مکانیکی را تحت بارهای متناوب به شدت بهبود بخشد. مانند محورها و دندانه‌‌ها 